# ポール・ゴールドシュミット
ポール・エドワード・ゴールドシュミット（Paul Edward Goldschmidt, 1987年9月10日 - ）は、アメリカ合衆国デラウェア州ウィルミントン出身のプロ野球選手（内野手）。右投右打。MLBのニューヨーク・ヤンキース所属。愛称はゴールディー（Goldy）。
MLB史上初となる5カ国でのMLB公式戦出場を記録した選手である。

## 経歴

### プロ入り前
テキサス州ザ・ウッドランズのザ・ウッドランズ高等学校ではカイル・ドレイベックやブレット・アイブナーとチームメイトだった。同校を卒業する2006年のMLBドラフトでは、ドレイベックがフィラデルフィア・フィリーズからの1巡目（全体18位）指名でプロ入りしたのに対し、ゴールドシュミットはロサンゼルス・ドジャースから49巡目（全体1453位）という低い順位での指名となり、契約せずテキサス州立大学サンマルコス校へ進学する。
大学1年目の2007年は37試合で本塁打は1本のみであったが、翌2008年から長打力が開花し、同年は57試合で17本塁打、2009年も同じ試合数で18本塁打を放つ。また、相手チームが彼と無理に勝負しないようになったため四球数も増えた。この結果、3年間での通算36本塁打、110四球はいずれもチーム記録を更新、さらに二塁打と打点でも新記録を打ち立てた。野球だけでなく学業でも金融を専攻して優秀な成績を残しており、入学以来全セメスターで優等生名簿に名前が掲載されている。

### プロ入りとダイヤモンドバックス時代
2009年6月に行われたMLBドラフト8巡目（全体246位）でアリゾナ・ダイヤモンドバックスから指名され、6月14日に契約。大学時代の好成績にもかかわらず指名順位が8巡目と低くなったのは、バットスウィングの大きさや守備での動きのぎこちなさから、他球団スカウトが彼を数字ほどは評価しなかったことによる。ただその中で唯一、彼に高校のころから注目していたダイヤモンドバックスのスカウトのトリップ・カウチは「もっと高い順位で指名されてもおかしくない」と考えていた。当のゴールドシュミット本人は「8巡目ってかなり高順位だからね、ダイヤモンドバックスが僕に期待してくれてて嬉しいよ」と話している。契約後にマイナーリーグのルーキー級ミズーラ・オスプレイでプロデビューし、74試合で打率.334、18本塁打、62打点、OPS 1.045という成績を残した。
2010年はA+級バイセイリア・ローハイドで1シーズンを過ごし、138試合で打率.314、35本塁打、108打点、OPS.990を記録した。オフにはカリフォルニアリーグのMVPと新人王を受賞した。ただ同リーグは打者有利な球場が多いため数字が高めになったのではという懐疑的な声も一部にあり、ジャロッド・パーカーら球団内の他の有望株と比べると注目度は低かった。
2011年はAA級モービル・ベイベアーズへ昇格し、開幕戦での2本塁打を皮切りにここでも長打力を発揮。6月8日には20本塁打に、7月26日には30本塁打に、それぞれマイナーリーグ全体を通じて最速で到達する。同月10日に開催されたマイナーリーグの同年のオールスター・フューチャーズゲームにも選出された。ダイヤモンドバックスGMのケビン・タワーズは「人々も彼はまぐれなんかじゃないと考えるようになってきた」と述べている。AA級モービルで7月終了まで103試合に出場し打率.306、30本塁打、94打点、OPS 1.061という成績を記録したゴールドシュミットは、8月1日にAAA級リノ・エーシズを飛ばしてメジャーへの昇格を果たす。ダイヤモンドバックスはこの時点で59勝49敗のナショナルリーグ西地区2位につけていたが、一塁手は固定できていなかった。ホアン・ミランダやゼイビア・ネイディらは期待外れの成績に終始し、7月中旬から起用し始めたブランドン・アレンは救援投手陣強化のため31日にブラッド・ジーグラーとのトレードで放出している。8月1日にメジャーへ昇格し即、同地区首位サンフランシスコ・ジャイアンツとの直接対決に「7番・一塁手」で先発出場した。翌日の8月2日の試合でティム・リンスカムからMLB初本塁打となる2点本塁打を放つと、これが決勝点となってダイヤモンドバックスはジャイアンツに勝利し、同率の地区首位に浮上した。チームはその後一旦は2位に戻るも、8月10日に再び地区首位となると以降はその座を譲らず。ゴールドシュミットは一塁に定着し、17日にはクリフ・リー、25日にはタイラー・クリッパード、9月3日には再びリンスカム、とこの年のオールスターに選出された投手たちに本塁打を浴びせていった。そして23日のジャイアンツ戦で、同点の8回裏にゴールドシュミットが決勝の2点三塁打を放ち、この試合に勝ったチームは4年ぶりの地区優勝・ポストシーズン進出を決めた。メジャー1年目の成績は打率.250、8本塁打、26打点、OPS.808で、打率をマイナー時代の3割台から落とした。
ポストシーズンでダイヤモンドバックスは、ミルウォーキー・ブルワーズとナショナルリーグディビジョンシリーズ(NLDS)で対戦。第1戦ではチームが経験を考慮してベテランのライル・オーバーベイを一塁手に起用したため、ゴールドシュミットは欠場した。この試合を1-4で落とし、オーバーベイが3打数無安打と抑えこまれると、第2戦からはゴールドシュミットが先発することに。すると、第2戦ではザック・グレインキーから初打席でソロ本塁打、第3戦ではショーン・マーカムから適時打と満塁本塁打で5打点、第4戦では5打席4出塁で2得点、とチームの期待に応える活躍を見せた。しかし2勝2敗で迎えた最終第5戦では、自身は2安打を放ったが得点にはつながらず、チーム延長戦の末に敗れてシリーズに敗退しシーズン終了となったが、ゴールドシュミット自身はこのシリーズ通算で打率.438、2本塁打、6打点、1盗塁、OPS1.339と活躍した。
2012年は正一塁手に定着して145試合に出場。打率.286、20本塁打、82打点を記録した。また、43二塁打（ナ・リーグ4位）、9犠飛（同1位）だった。
2013年3月2日にダイヤモンドバックスと1年契約に合意し、3月29日に総額3200万ドルの5年契約（2019年は1450万ドルの球団側選択オプション付き）を結んだ。7月にはオールスターゲームに初選出された。この年は引き続き一塁のレギュラーとして160試合に出場。打率.302、36本塁打、125打点という成績を記録し、本塁打王と打点王のタイトルを獲得した（本塁打はピッツバーグ・パイレーツのペドロ・アルバレスと同数）。本塁打と打点以外では長打率、塁打数、敬遠の各部門でリーグ1位となり、他の多くの打撃部門でも上位につけるなど、飛躍のシーズンとなった。MVPの投票ではアンドリュー・マカッチェンに次ぐ2位だった。
2014年は3月22日にドジャースとのMLB史上初めてとなるシドニーでの開幕戦に出場。前半戦で95試合に出場し、打率.308、16本塁打、61打点と活躍し、オールスターゲームファン投票一塁手部門で最多得票数を獲得し、2年連続でオールスターゲームに選出された。8月1日のパイレーツ戦でエルネスト・フリエリの投球を受けて左手を骨折し、翌2日に15日間の故障者リスト入りした。この故障により、規定打席到達を逃し、本塁打や打点も減少した。
2015年は前半だけで打率.340、21本塁打、70打点を記録し、3年連続でオールスターゲームに選出された。最終的に159試合に出場し、打撃タイトルこそ逃したものの、打率.321（ナ・リーグ3位）、33本塁打（同5位）、110打点（同2位）といずれの項目でもランキング上位に食い込む活躍を見せた。その、相手から勝負を避けられ、リーグ最多の29敬遠を記録。出塁率.435および118四球は、ルイス・ゴンザレスが保持していた球団記録を更新した。盗塁は初めて20を超え、本塁打と盗塁の両方の水準を算出するPower–speed numberではリーグ2位であった。守備では守備率.997・守備防御点+18を記録。MVPの投票ではブライス・ハーパーに次ぐ2位で、2013年に続いてゴールドグラブ賞とシルバースラッガー賞を同時受賞した。
2016年は6月21日にトロントでのブルージェイズ戦に出場したが、トロントでの試合出場は初だった。最終的に158試合に出場し、打率.297、24本塁打、95打点と昨季より悪化したが、110四球はリーグトップだった。また盗塁数は自己最多の32を記録した。。オフの12月29日に第4回ワールド・ベースボール・クラシック（WBC）のアメリカ合衆国代表への参加の意思を表明した。
2017年はシーズン開幕前の2月9日に第4回WBCのアメリカ合衆国代表に選出された。同大会では正一塁手がエリック・ホズマーだったため出場機会は限られ、5試合で打率.077（13打数1安打）だった。アメリカ合衆国は3月22日の決勝プエルトリコ戦に勝利し、初の優勝を果たした。

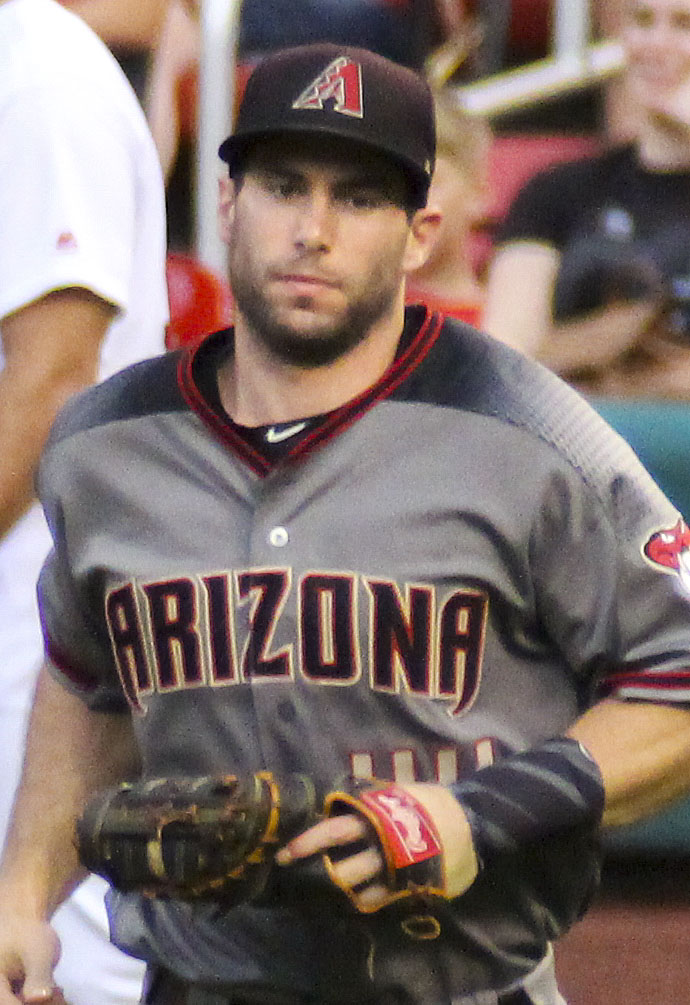
アリゾナ・ダイヤモンドバックス時代
（2017年7月27日）

シーズンでは9月13日のロッキーズ戦で通算1000本安打を達成した。最終的に打率.297、36本塁打、120打点を記録した。
オフのMVP投票ではジャンカルロ・スタントン、ジョーイ・ボットに次ぐ3位だった
2018年は通算記録では安打や本塁打や打点などでルイス・ゴンザレスの持つ球団記録まであとわずかに迫った。打率.290、33本塁打、83打点を記録するなど、自身4度目となる30本塁打を達成した。
オフのMVPの投票では6位だった。また、4度目となるシルバースラッガー賞を受賞した。ナ・リーグの一塁手部門ではトッド・ヘルトン、アルバート・プホルスに並びポジション別最多タイ受賞となった。

### カージナルス時代
2018年12月5日にルーク・ウィーバー、カーソン・ケリー、アンディ・ヤングとのトレードで、セントルイス・カージナルスへ移籍した。

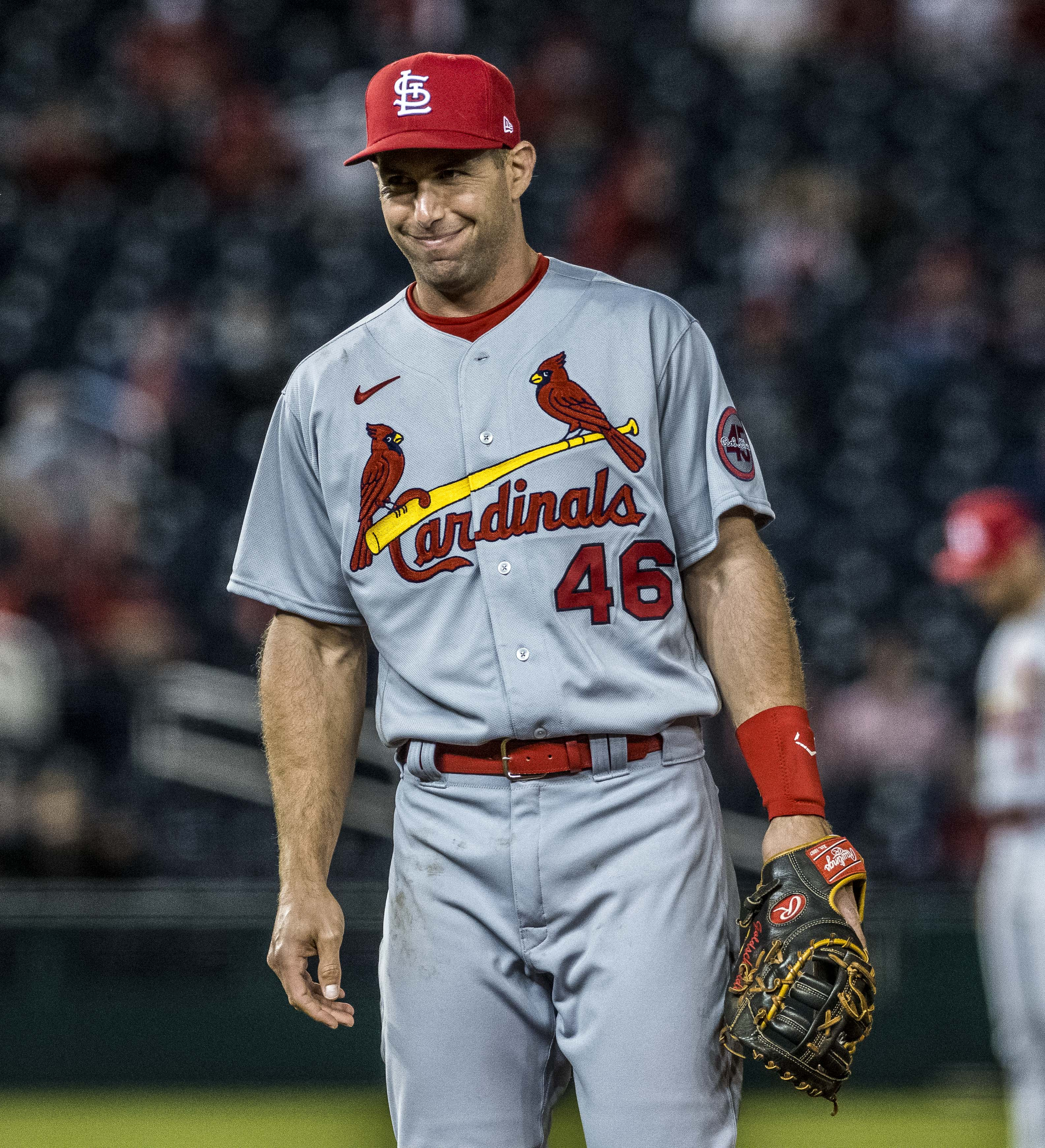
セントルイス・カージナルス時代
（2021年4月20日）

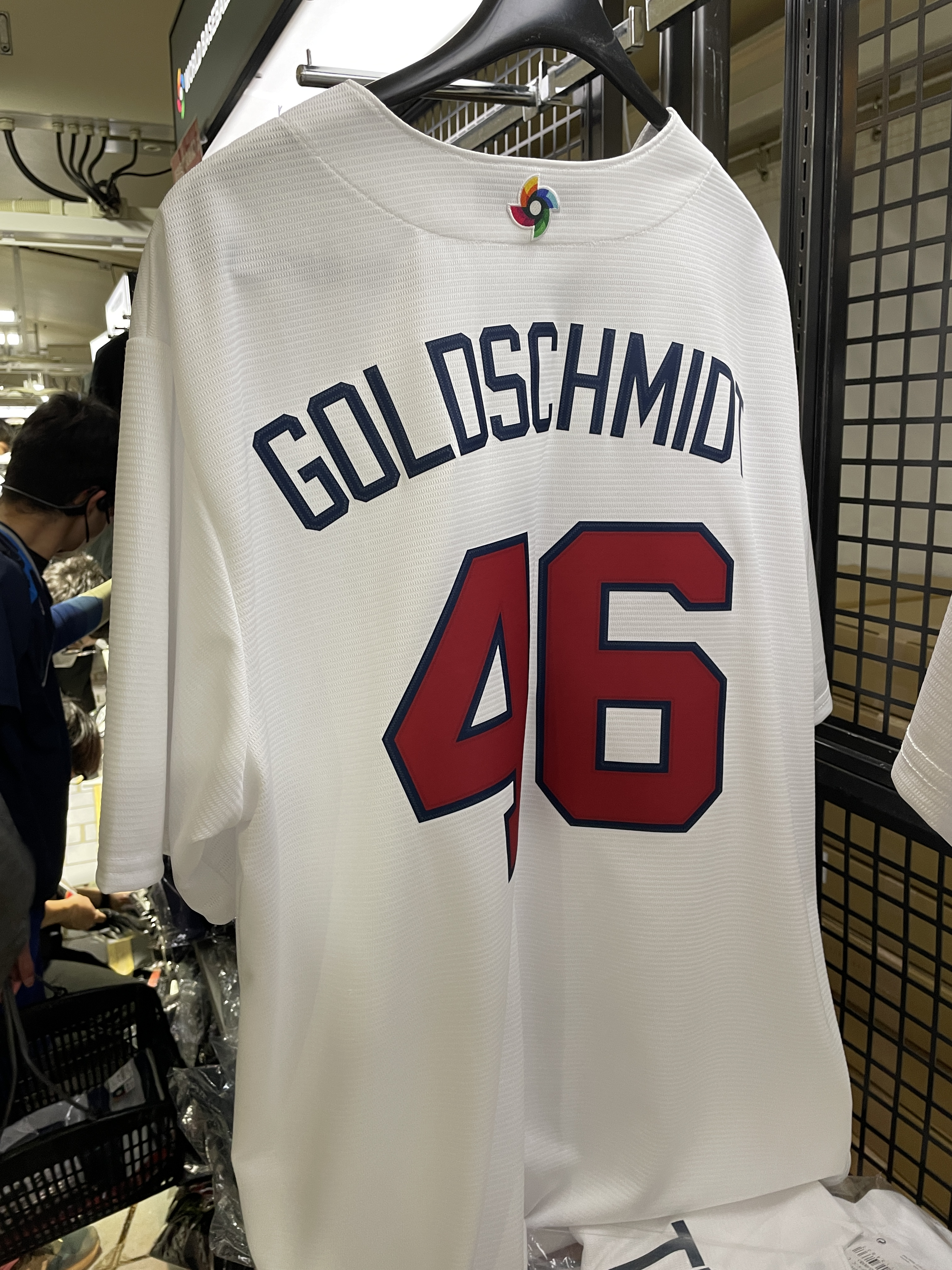
第5回WBCでのゴールドシュミットのユニフォーム

2019年3月21日に2020年シーズンから球団史上最高額となる5年総額1億3000万ドルで契約延長したことが発表された。オプションとしてMVPをはじめとする表彰等の出来高が含まれる。4月13日にメキシコのモンテレイでのレッズとのメキシコシリーズに出場した。2011年にデビューしたアメリカ合衆国、2014年のオーストラリア、2016年のカナダ、そして今回のメキシコでMLBの公式戦は4カ国目となった。最終的に移籍1年目は自己最多となる161試合に出場し、打率.260に留まるも、3年連続で30本塁打以上となる34本塁打、97打点、出塁率.346を記録し、4年ぶりとなる地区優勝に貢献した。
2020年はCOVID-19の影響で60試合の短縮シーズンとなる中、全60試合中58試合に出場して打率.304、6本塁打、21打点、出塁率.417を記録し、5年ぶりに打率3割を達成した。。
2021年は158試合の出場で打率.294、31本塁打、99打点を記録した。オフの11月7日に4年ぶり4度目となるゴールドグラブ賞を受賞した。カージナルスの一塁手としては2010年のプホルス以来の受賞だった
2022年7月16日のシンシナティ・レッズ戦でニック・ロドロから本塁打を放ち、史上153人目となるMLB通算300本塁打を達成した。8月7日に2023年に開催される第5回WBCのアメリカ合衆国代表への参加を発表した。最終的に151試合の出場で打率.317、35本塁打、115打点を記録した。オフの11月17日、全米野球記者協会（BBWAA）によるナ・リーグ最優秀選手賞の投票結果が発表となり、1位票22、2位票8の計380ポイントで第1位に選出され、自身初となるシーズンMVPを受賞した。12月5日には自身初となるファーストチームの一塁手としてオールMLBチームに選出された。
2023年はシーズン開幕前の2月10日に第5回WBCのアメリカ合衆国代表に選出され、2大会連続2度目の選出を果たした。シーズンでは6月24日と25日にロンドンで開催されたシカゴ・カブスとの公式戦「ロンドンシリーズ」にカージナルスのメンバーとして帯同した。6月24日の第1戦に出場し、2011年にデビューしたアメリカ合衆国、2014年のオーストラリア、2016年のカナダ、2019年のメキシコ、そして今回のイギリスでMLBの公式戦は5カ国目となり、MLB史上初となる5カ国でMLB公式戦に出場した選手となった。この試合でゴールドシュミットが被ったカージナルスの野球帽はアメリカ合衆国野球殿堂博物館に寄贈された。
2024年7月26日のワシントン・ナショナルズ戦で10回裏に本塁打を放ち、通算2000本安打を達成した。オフの10月31日にFAとなった。

### ヤンキース時代
2024年12月30日にニューヨーク・ヤンキースと1年総額1250万ドルで契約を結んだ。

## 人物
ゴールドシュミットという姓はユダヤ系によくみられる姓であり、父方からユダヤ系の血を引くが、彼はクリスチャンであるのでユダヤ人とは見なされない。

## 詳細情報

### 年度別打撃成績
| 年 度     | 球 団     | 試 合 | 打 席 | 打 数 | 得 点 | 安 打 | 二 塁 打 | 三 塁 打 | 本 塁 打 | 塁 打 | 打 点 | 盗 塁 | 盗 塁 死 | 犠 打 | 犠 飛 | 四 球 | 敬 遠 | 死 球 | 三 振 | 併 殺 打 | 打 率 | 出 塁 率 | 長 打 率 | O P S |
| --------- | --------- | ----- | ----- | ----- | ----- | ----- | -------- | -------- | -------- | ----- | ----- | ----- | -------- | ----- | ----- | ----- | ----- | ----- | ----- | -------- | ----- | -------- | -------- | ----- |
| 2011      | ARI       | 48    | 177   | 156   | 28    | 39    | 9        | 1        | 8        | 74    | 26    | 4     | 0        | 0     | 1     | 20    | 0     | 0     | 53    | 4        | .250  | .333     | .474     | .808  |
| 2012      | ARI       | 145   | 587   | 514   | 82    | 147   | 43       | 1        | 20       | 252   | 82    | 18    | 3        | 0     | 9     | 60    | 4     | 4     | 130   | 9        | .286  | .359     | .490     | .850  |
| 2013      | ARI       | 160   | 710   | 602   | 103   | 182   | 36       | 3        | 36       | 332   | 125   | 15    | 7        | 0     | 5     | 99    | 19    | 3     | 145   | 25       | .302  | .401     | .551     | .952  |
| 2014      | ARI       | 109   | 479   | 406   | 75    | 122   | 39       | 1        | 19       | 220   | 69    | 9     | 3        | 0     | 3     | 64    | 10    | 2     | 110   | 10       | .300  | .396     | .542     | .938  |
| 2015      | ARI       | 159   | 695   | 567   | 103   | 182   | 38       | 2        | 33       | 323   | 110   | 21    | 5        | 0     | 7     | 118   | 29    | 2     | 151   | 16       | .321  | .435     | .570     | 1.005 |
| 2016      | ARI       | 158   | 705   | 579   | 106   | 172   | 33       | 3        | 24       | 283   | 95    | 32    | 5        | 0     | 8     | 110   | 15    | 7     | 150   | 14       | .297  | .411     | .489     | .899  |
| 2017      | ARI       | 155   | 665   | 558   | 117   | 166   | 34       | 3        | 36       | 314   | 120   | 18    | 5        | 0     | 4     | 94    | 15    | 8     | 147   | 14       | .297  | .404     | .563     | .966  |
| 2018      | ARI       | 158   | 690   | 593   | 95    | 172   | 35       | 5        | 33       | 316   | 83    | 7     | 4        | 0     | 0     | 90    | 11    | 6     | 173   | 7        | .290  | .389     | .533     | .922  |
| 2019      | STL       | 161   | 682   | 597   | 97    | 155   | 25       | 1        | 34       | 284   | 97    | 3     | 1        | 0     | 3     | 78    | 2     | 2     | 166   | 11       | .260  | .346     | .476     | .821  |
| 2020      | STL       | 58    | 231   | 191   | 31    | 58    | 13       | 0        | 6        | 89    | 21    | 1     | 0        | 0     | 1     | 37    | 0     | 1     | 43    | 4        | .304  | .417     | .466     | .883  |
| 2021      | STL       | 158   | 679   | 603   | 102   | 177   | 36       | 2        | 31       | 310   | 99    | 12    | 0        | 0     | 5     | 67    | 2     | 4     | 136   | 13       | .294  | .365     | .514     | .879  |
| 2022      | STL       | 151   | 651   | 561   | 106   | 178   | 41       | 0        | 35       | 324   | 115   | 7     | 0        | 0     | 4     | 79    | 1     | 5     | 141   | 7        | .317  | .404     | .578     | .982  |
| 2023      | STL       | 154   | 687   | 593   | 89    | 159   | 31       | 0        | 25       | 265   | 80    | 11    | 2        | 0     | 3     | 87    | 6     | 3     | 161   | 12       | .268  | .363     | .447     | .810  |
| 2024      | STL       | 154   | 654   | 599   | 70    | 147   | 33       | 1        | 22       | 248   | 65    | 11    | 0        | 0     | 2     | 47    | 2     | 3     | 173   | 20       | .245  | .302     | .414     | .716  |
| MLB：14年 | MLB：14年 | 1928  | 8292  | 7119  | 1204  | 2056  | 446      | 23       | 362      | 3634  | 1187  | 169   | 35       | 0     | 55    | 1050  | 116   | 49    | 1879  | 166      | .289  | .381     | .510     | .891  |

- 2024年度シーズン終了時
- 各年度の太字はリーグ最高

### 年度別打撃成績所属リーグ内順位
| 年 度 | 年 齢 | リ ｜ グ   | 打 率 | 安 打 | 二 塁 打 | 三 塁 打 | 本 塁 打 | 打 点 | 盗 塁 | 出 塁 率 |
| ----- | ----- | ---------- | ----- | ----- | -------- | -------- | -------- | ----- | ----- | -------- |
| 2011  | 24    | ナ・リーグ | -     | -     | -        | -        | -        | -     | -     | -        |
| 2012  | 25    | ナ・リーグ | -     | -     | 4位      | -        | -        | -     | -     | -        |
| 2013  | 26    | ナ・リーグ | -     | 4位   | 10位     | -        | 1位      | 1位   | -     | 4位      |
| 2014  | 27    | ナ・リーグ | -     | -     | 4位      | -        | -        | -     | -     | -        |
| 2015  | 28    | ナ・リーグ | 3位   | 3位   | 5位      | -        | 5位      | 2位   | -     | 3位      |
| 2016  | 29    | ナ・リーグ | -     | -     | -        | -        | -        | -     | 7位   | 3位      |
| 2017  | 30    | ナ・リーグ | -     | -     | -        | -        | 6位      | 4位   | -     | 5位      |
| 2018  | 31    | ナ・リーグ | -     | -     | -        | -        | -        | -     | -     | 6位      |
| 2019  | 32    | ナ・リーグ | -     | -     | -        | -        | -        | -     | -     | -        |
| 2020  | 33    | ナ・リーグ | -     | -     | -        | -        | -        | -     | -     | 5位      |
| 2021  | 34    | ナ・リーグ | 10位  | 4位   | 5位      | -        | -        | 7位   | -     | -        |
| 2022  | 35    | ナ・リーグ | 3位   | 3位   | 6位      | -        | 5位      | 2位   | -     | 2位      |
| 2023  | 36    | ナ・リーグ | -     | -     | -        | -        | -        | -     | -     | -        |
| 2024  | 37    | ナ・リーグ | -     | -     | -        | -        | -        | -     | -     | -        |

- -は10位未満（打率は規定打席未到達の場合も-と表記）

### MLBポストシーズン打撃成績
| 年 度     | 球 団     | シ リ ｜ ズ | 試 合 | 打 席 | 打 数 | 得 点 | 安 打 | 二 塁 打 | 三 塁 打 | 本 塁 打 | 塁 打 | 打 点 | 盗 塁 | 盗 塁 死 | 犠 打 | 犠 飛 | 四 球 | 敬 遠 | 死 球 | 三 振 | 併 殺 打 | 打 率 | 出 塁 率 | 長 打 率 |
| --------- | --------- | ----------- | ----- | ----- | ----- | ----- | ----- | -------- | -------- | -------- | ----- | ----- | ----- | -------- | ----- | ----- | ----- | ----- | ----- | ----- | -------- | ----- | -------- | -------- |
| 2011      | ARI       | NLDS        | 4     | 19    | 16    | 4     | 7     | 0        | 0        | 2        | 13    | 6     | 1     | 0        | 0     | 0     | 2     | 0     | 1     | 5     | 0        | .438  | .526     | .813     |
| 2017      | ARI       | NLWC        | 1     | 5     | 5     | 1     | 2     | 0        | 0        | 1        | 5     | 3     | 0     | 0        | 0     | 0     | 1     | 0     | 0     | 1     | 0        | .400  | .400     | 1.000    |
| 2017      | ARI       | NLDS        | 3     | 12    | 11    | 1     | 1     | 0        | 0        | 1        | 4     | 2     | 0     | 0        | 0     | 0     | 1     | 0     | 0     | 3     | 1        | .091  | .167     | .364     |
| 2019      | STL       | NLDS        | 5     | 23    | 21    | 5     | 9     | 4        | 0        | 2        | 19    | 2     | 0     | 0        | 0     | 0     | 2     | 1     | 0     | 2     | 0        | .429  | .478     | .905     |
| 2019      | STL       | NLCS        | 4     | 16    | 16    | 0     | 1     | 0        | 0        | 0        | 1     | 0     | 0     | 0        | 0     | 0     | 0     | 0     | 0     | 9     | 0        | .063  | .063     | .063     |
| 2020      | STL       | NLWC        | 3     | 14    | 13    | 2     | 3     | 1        | 0        | 2        | 10    | 3     | 0     | 0        | 0     | 0     | 1     | 0     | 0     | 2     | 0        | .231  | .286     | .769     |
| 2021      | STL       | NLWC        | 1     | 5     | 3     | 0     | 1     | 0        | 0        | 0        | 1     | 0     | 0     | 0        | 0     | 0     | 2     | 0     | 0     | 1     | 0        | .333  | .600     | .333     |
| 2022      | STL       | NLWC        | 2     | 8     | 7     | 0     | 0     | 0        | 0        | 0        | 0     | 0     | 0     | 0        | 0     | 0     | 0     | 0     | 1     | 4     | 0        | .000  | .125     | .000     |
| 出場：6回 | 出場：6回 | 出場：6回   | 23    | 102   | 92    | 13    | 24    | 5        | 0        | 8        | 53    | 16    | 1     | 0        | 0     | 0     | 8     | 1     | 2     | 27    | 1        | .261  | .333     | .576     |

- 2024年度シーズン終了時

### WBCでの打撃成績
| 年 度 | 代 表          | 試 合 | 打 席 | 打 数 | 得 点 | 安 打 | 二 塁 打 | 三 塁 打 | 本 塁 打 | 塁 打 | 打 点 | 盗 塁 | 盗 塁 死 | 犠 飛 | 四 球 | 敬 遠 | 死 球 | 三 振 | 併 殺 打 | 打 率 | 出 塁 率 | 長 打 率 |
| ----- | -------------- | ----- | ----- | ----- | ----- | ----- | -------- | -------- | -------- | ----- | ----- | ----- | -------- | ----- | ----- | ----- | ----- | ----- | -------- | ----- | -------- | -------- |
| 2017  | アメリカ合衆国 | 5     | 16    | 13    | 2     | 1     | 0        | 0        | 0        | 1     | 0     | 0     | 0        | 1     | 3     | 0     | 0     | 3     | 0        | .077  | .250     | .077     |
| 2023  | アメリカ合衆国 | 7     | 33    | 25    | 8     | 7     | 1        | 0        | 1        | 15    | 5     | 0     | 0        | 0     | 7     | 0     | 1     | 7     | 2        | .280  | .455     | .450     |

- 太字は大会最高

### 年度別守備成績
| 年 度 | 球 団 | 一塁（1B） | 一塁（1B） | 一塁（1B） | 一塁（1B） | 一塁（1B） | 一塁（1B） |
| 年 度 | 球 団 | 試 合      | 刺 殺      | 補 殺      | 失 策      | 併 殺      | 守 備 率   |
| ----- | ----- | ---------- | ---------- | ---------- | ---------- | ---------- | ---------- |
| 2011  | ARI   | 43         | 351        | 22         | 0          | 22         | 1.000      |
| 2012  | ARI   | 139        | 1234       | 65         | 7          | 106        | .995       |
| 2013  | ARI   | 159        | 1494       | 99         | 5          | 118        | .997       |
| 2014  | ARI   | 109        | 934        | 80         | 7          | 83         | .993       |
| 2015  | ARI   | 157        | 1378       | 123        | 5          | 129        | .997       |
| 2016  | ARI   | 157        | 1378       | 116        | 4          | 127        | .997       |
| 2017  | ARI   | 151        | 1254       | 103        | 4          | 116        | .997       |
| 2018  | ARI   | 155        | 1323       | 110        | 6          | 131        | .996       |
| 2019  | STL   | 159        | 1256       | 111        | 5          | 145        | .996       |
| 2020  | STL   | 52         | 383        | 27         | 1          | 41         | .998       |
| 2021  | STL   | 153        | 1144       | 106        | 2          | 111        | .998       |
| 2022  | STL   | 128        | 1071       | 91         | 1          | 118        | .999       |
| 2023  | STL   | 133        | 1048       | 115        | 2          | 122        | .998       |
| 2024  | STL   | 150        | 1216       | 102        | 5          | 137        | .996       |
| MLB   | MLB   | 1845       | 15464      | 1270       | 54         | 1506       | .997       |

- 2024年度シーズン終了時
- 各年度の太字はリーグ最高
- 各年度の太字年はゴールドグラブ賞受賞

### タイトル
MLB
- 本塁打王：1回（2013年）
- 打点王：1回（2013年）

### 表彰
MiLB
- USAトゥデイ・マイナーリーグ年間最優秀選手賞：1回（2011年）

MLB
- シーズンMVP：1回（2022年）
- シルバースラッガー賞（一塁手部門）：5回（2013年、2015年、2017年、2018年、2022年）※ポジション別最多タイ記録
- ゴールドグラブ賞（一塁手部門）：4回（2013年、2015年、2017年、2021年）
- ハンク・アーロン賞：2回（2013年、2022年）
- フィールディング・バイブル・アワード：4回（2013年、2015年、2017年、2021年）
- プレイヤー・オブ・ザ・マンス：3回（2018年6月、2019年7月、2022年5月）
- プレイヤー・オブ・ザ・ウィーク：6回（2015年4月27日 - 5月3日、2018年6月4日 - 10日、2019年7月22日 - 28日、2022年6月13日 - 19日、2022年7月21日 - 24日、2022年8月15日 - 21日）
- オールMLBチーム[64]
  - ファーストチーム一塁手：1回（2022年）

### 記録
MiLB
- オールスター・フューチャーズゲーム選出：1回（2011年）

MLB
- MLBオールスターゲーム選出：7回（2013年 - 2018年、2022年）
- シーズン118四球（2015年）※アリゾナ・ダイヤモンドバックス球団記録
- シーズン29故意四球（2015年）※同上
- シーズン出塁率.435（2015年）※同上
- 史上初の5カ国でのMLB公式戦出場： アメリカ合衆国、 オーストラリア、 カナダ、 メキシコ、 イギリス[3]

### 背番号
- 44（2011年 - 2018年）
- 46（2019年 - 2024年）
- 48（2025年 - ）

### 代表歴
- 2017 ワールド・ベースボール・クラシック・アメリカ合衆国代表
- 2023 ワールド・ベースボール・クラシック・アメリカ合衆国代表